# ماتيوس كوستا
ماتيوس كوستا (بالبرتغالية: Matheus Costa‏) هو مدرب كرة قدم برازيلي، ولد في 14 يناير 1987 في كوريتيبا في البرازيل.